# Світосприйняття
Світосприйняття́ — спільне бачення світу і ставлення до нього. Як правило, йдеться про сприйняття зовнішнього світу через призму внутрішнього світу, за допомогою своєї внутрішньої картини життя.